# Virginia Kirchberger
Virginia Kirchberger, née le 25 mai 1993 à Vienne en Autriche, est une footballeuse internationale autrichienne jouant au poste de défenseure au FK Austria Vienne.

## Biographie

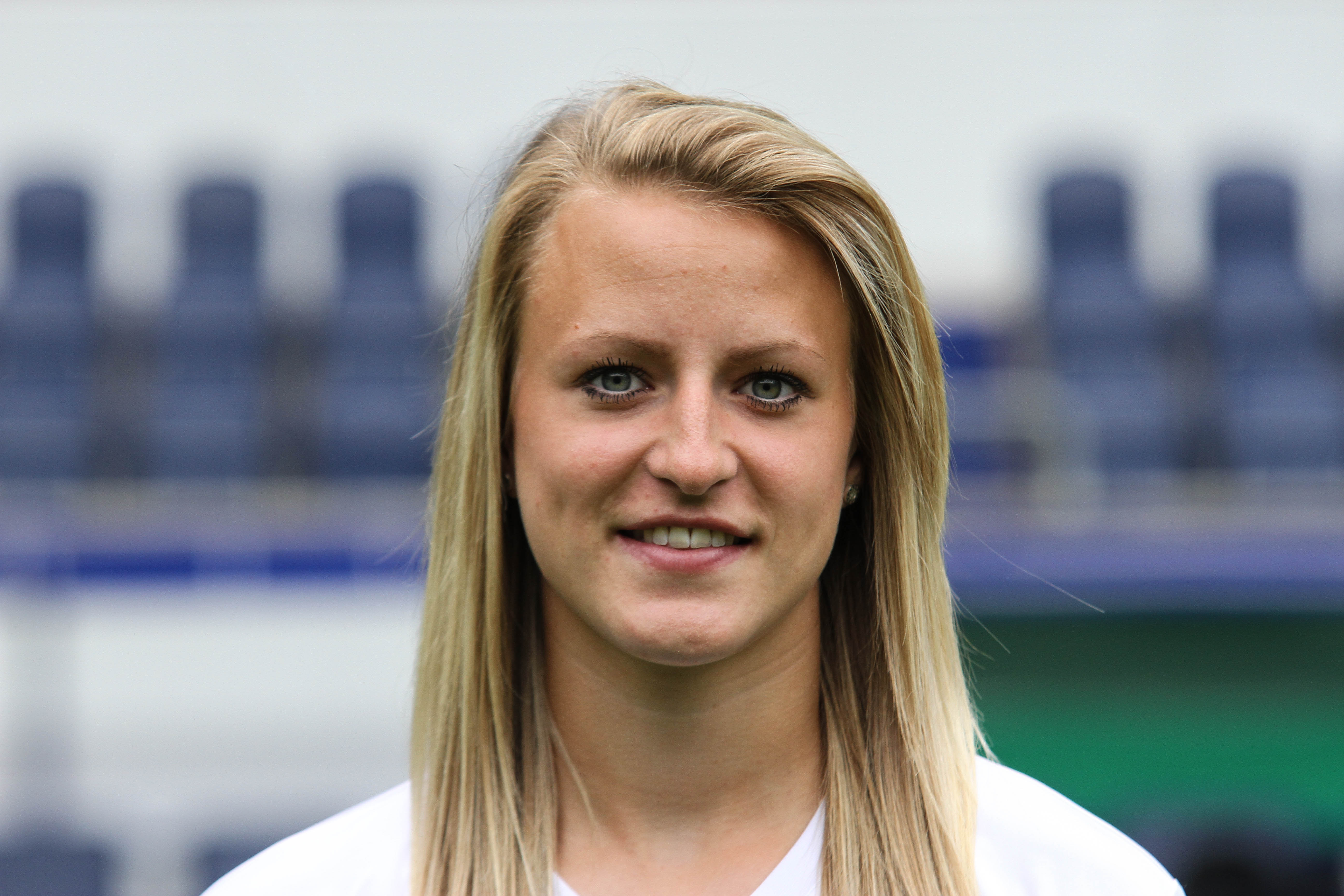
Portrait de Virginia Kirchberger en 2014

### Enfance et formation
Elle est née le 25 mai 1993.

### Carrière

#### En club
Virginia Kirchberger commence le football à l'âge de 12 ans avec l'équipe masculine du SV Aspern pendant deux ans, puis elle rejoint le haut niveau en signant à l'USC Landhaus Vienne, club de première division autrichienne et elle y joue deux saisons.
Elle part ensuite en Allemagne pour s'engager dans l'équipe réserve du Bayern Munich qui vient d'être promue en deuxième division et y joue également deux ans.
Elle signe ensuite dans le nord de l'Allemagne au BV Cloppenburg et y joue de 2011 à 2014. Elle vit une montée en première division avec le club à l'issue de la saison 2012-2013. Alors que le club descend en deuxième division en finissant avant dernier de la saison 2013-2014, Virginia Kirchberger reste en première division en signant au MSV Duisbourg.
L'histoire se répète à deux reprises : le MSV Duisbourg finit avant-dernier de la saison 2014-2015 et ne se maintient pas, mais Virginia Kirchberger reste en première division en jouant au 1. FC Cologne lors de la saison 2015-2016. Or le 1. FC Cologne finit dernier et est relégué, tandis qu'elle retourne au MSV Duisbourg en 2016, club vainqueur de la deuxième division 2015-2016.
Elle y reste deux saisons, puis s'engage en 2018 au SC Fribourg, en y jouant également deux saisons et en atteignant la finale de la coupe d'Allemagne 2018-2019. Elle signe ensuite à l'Eintracht Francfort en 2020 et y reste quatre ans.
Lors du mercato d'été 2024, elle rejoint le FK Austria Vienne en signant un contrat jusqu'en 2026.

#### En sélection
Virginia Kirchberger est dans un premier temps sélectionnée avec les moins de 17 ans de l'équipe d'Autriche, puis elle fait ses débuts avec les moins de 19 ans autrichiennes le 25 avril 2009 lors d'une victoire 6-1 contre l'Ukraine. Elle honore sa première sélection en équipe d'Autriche le 9 juin 2010 contre Malte lors d'une victoire 5-0.
En mars 2016, elle remporte le tournoi de Chypre, son premier trophée avec la sélection.
Elle participe à l'Euro 2017 disputé aux Pays-Bas, où l'Autriche atteint les demi-finales.
En revanche, elle ne participe pas à l'Euro 2022, où l'Autriche termine en quarts de finale, car elle s'est blessée le 30 novembre 2021 contre le Luxembourg (fracture tibia-péroné).

## Palmarès
- Équipe d'Autriche
  - Vainqueure du Tournoi de Chypre en 2016[2]

## Vie privée
Virginia Kirchberger est la nièce de l'actrice Sonja Kirchberger.